# Belitsa (vattendrag i Bulgarien)
Belitsa (bulgariska: Белица) är ett vattendrag i Bulgarien.   Det ligger i regionen Veliko Tărnovo, i den centrala delen av landet, 190 kilometer öster om huvudstaden Sofia.